# 大諾奇 (新澤西州)
大諾奇（英語：Great Notch）是位於美國新澤西州巴賽克縣的普查規定居民點。

## 人口
根據2020年美國人口普查的數據，大諾奇的面積為2.62平方千米，當中陸地面積為2.57平方千米，而水域面積為0.05平方千米。當地共有人口3289人，而人口密度為每平方千米1,255.34人。